# Zyndaki
Zyndaki [zɨnˈdaki] (deutsch Sonntag) ist ein zur Gemeinde Sorkwity (deutsch: Sorquitten) zählendes Dorf in der polnischen Woiwodschaft Ermland-Masuren, Powiat Mrągowski (Kreis Sensburg).

## Geographische Lage
Nahe gelegen sind Mrągowo im Südosten (10 km Entfernung), Sorkwity im Süden (10 km Entfernung) und Olsztyn (48 km Entfernung) im Südwesten. Zyndaki liegt zwischen dem Kleinen und Großen Weißsteinsee (auch: Kleiner und Großer Sonntagscher See, polnisch Jezioro Warpuńskie) in der Masurischen Seenplatte und besitzt angrenzende Waldgebiete.

## Geschichte
Das 1785 Sontag bezeichnete Dorf wurde 1373 gegründet. Von 1874 bis 1945 war es in den Amtsbezirk Warpuhnen (polnisch Warpuny) eingegliedert, der zum Kreis Sensburg im Regierungsbezirk Gumbinnen (ab 1905: Regierungsbezirk Allenstein) in der preußischen Provinz Ostpreußen gehörte.
Aufgrund der Bestimmungen des Versailler Vertrags stimmte die Bevölkerung im Abstimmungsgebiet Allenstein, zu dem Sonntag gehörte, am 11. Juli 1920 über die weitere staatliche Zugehörigkeit zu Ostpreußen (und damit zu Deutschland) oder den Anschluss an Polen ab. In Sonntag stimmten 340 Einwohner für den Verbleib bei Ostpreußen, auf Polen entfielen keine Stimmen.
Am 30. September 1928 vergrößerte sich Sonntag um den Gutsbezirk Bothau (polnisch Bałowo), der mit dem Vorwerk Samkowen (Zamkowo) eingemeindet wurde.
1945 wurde in Kriegsfolge das gesamte südliche Ostpreußen an Polen überstellt. Davon war nun auch Sonntag betroffen. Das Dorf erhielt die polnische Namensform „Zyndaki“ und ist heute Sitz eines Schulzenamtes (polnisch Sołectwo). Als solches gehört Zyndaki zum Verbund der Landgemeinde Sorkwity (Sorquitten) im Powiat Mrągowski (Kreis Sensburg), bis 1998 der Woiwodschaft Olsztyn, seither der Woiwodschaft Ermland-Masuren zugeordnet.

### Einwohnerzahlen
| Jahr | Anzahl |
| ---- | ------ |
| 1818 | 119    |
| 1839 | 229    |
| 1871 | 423    |
| 1885 | 471    |
| 1898 | 458    |
| 1905 | 467    |
| 1910 | 510    |
| 1933 | 593    |
| 1939 | 565    |
| 2011 | 280    |

## Kirche
Bis 1945 war Sonntag nach Warpuhnen eingepfarrt: in die evangelische Kirche Warpuhnen in der Kirchenprovinz Ostpreußen der Kirche der Altpreußischen Union und auch in die katholische Kirche Warpuhnen im damaligen Bistum Ermland. Der Bezug nach Warpuny besteht auch heute – sowohl zur evangelischen Kirche, die heute von Sorkwity in der Diözese Masuren der Evangelisch-Augsburgischen Kirche in Polen aus betreut wird, als auch zur katholischen Kirche im jetzigen Erzbistum Ermland.

## Verkehr
Zyndaki liegt verkehrsgünstig zwischen den Städten Mrągowo (Sensburg), Kętrzyn (Rastenburg), Reszel (Rößel) und Biskupiec (Bischofsburg) mit kurzer Anbindung an die polnischen Landesstraßen DK 16 (ehemalige deutsche Reichsstraße 127) und DK 59 (Teilabschnitt der Reichsstraße 140) sowie die Woiwodschaftsstraße 590. Auch mit der Region ist Zyndaki gut vernetzt.
Eine Anbindung an den Schienenverkehr besteht nicht.